# Приказ Большого дворца

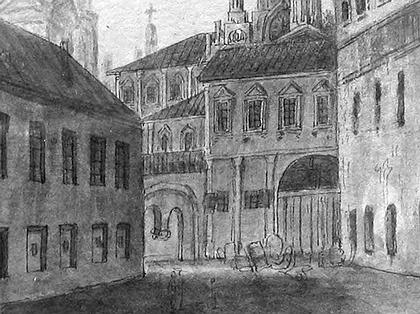
Конюшенный двор, Гербовые ворота и приказ Большого дворца. Неизвестный художник школы Фёдора Алексеева, XIX век.

Прика́з Большо́го дворца́, Дворцо́вый прика́з или Большо́й Дворе́ц — орган управления царства Русского (приказ), который ведал царскими дворами (кормовым, хлебным и другими), городами и селениями в собственных землях великого князя московского (закупал товары, продовольствие, управлял доходами и расходами царского двора) и гражданскими делами духовенства . 
Приказ упоминается в записных книгах с 1627 года по 1709 годы. В 1671 году было повелено выдать Костромскую четверть или четь в приказ Большого дворца. В 1679 году в его состав был включён Хлебный приказ. В 1700 году Каменный приказ был обращён в отделение («стол») Большого Дворца. Большой Дворец упразднён, вероятно, в начале второй четверти XVIII столетия. В XIX веке сходные функции выполняло Министерство императорского двора.

## Боярин и дворецкий
Во главе приказа стоял дворецкий с путём, также именуемый «боярин и дворецкий». Первым этот боярский чин носил М. Ф. Сабуров (умер 1465 году), одним из последних — Б. М. Хитрово. В подчинении боярина и дворецкого состояли все придворные служители.
Боярин и дворецкий управлял Приказом Большого дворца, был главным судьёй, имел право выбирать себе подчинённых. Боярин и дворецкий распоряжался землями, с которых Большой дворец получал доходы. В удельных княжествах были свои бояре и дворецкие. Иван IV подчинил их московскому боярину и дворецкому. Их должности писались по названию княжества, например, Новгородский боярин и дворецкий. Эти должности существовали до Михаила Фёдоровича. При нём княжеские дворцы были объединены с московским Большим дворцом. При Алексее Михайловиче Московский Большой дворец был ликвидирован, должность боярина и дворецкого заменена на кравчего.

## Состав Большого Дворца
Приказ Большого Дворца делился на малые деловые дворцы:
- Сытный (распоряжался напитками) Название дворца происходит от слова сыто, то есть сладкое. Сытный дворец производил мёды, квасы, пиво, браги, морсы, закупал вина и пряности для производства напитков. Мёд поставлялся во дворец по оброку.
- Кормовой (распоряжался продовольствием)
- Хлебный
- Житейный

Приказ Большого Дворца содержал Семёновский потешный двор, который организовывал царскую охоту. В 1695—1696 году был образован Преображенский приказ, в ведение которого и был передан Семёновский потешный двор со всеми находившимися в нём птицами, зверями и служителями охоты.

## Деятельность Большого дворца
В дворцовых городах, слободах и сёлах, подчинённых Большому Дворцу, ведались не только городские, слободские и сельские жители по всему их управлению, но и все доходы от кабаков, таможен, мостов, перевозов, мельниц и других статей, находящихся в этих городах, слободах и сёлах. Большой Дворец назначал воевод в дворцовые города, включая украйные, и заведовал военнослужащими в них с их поместными и денежными окладами и с крестьянскими дворами. Сверх того в Большом Дворце производился суд подвластным ему людям. 
Духовенство по гражданским делам, как состоящее под особым покровительством государя, с древних времен ведалось дворецким и затем в Дворцовом приказе.
Большой Дворец собирал оброк с дворцовых городов, слобод, деревень, сёл, волостей, принадлежавших царю, то есть дворцу. Они поставляли всё необходимое для царского обихода: от живой птицы до веников. Живая птица выращивалась на Кормовом дворце.
Приказу Большого дворца принадлежали земли в Гольянове, Верхней Тойме. Рыбу поставляла Рыбная слобода. Подмосковные сёла Хорошово и Павшино поставляли по пять возов вербы к Вербному Воскресенью. Рыбу также поставляли с Белого моря, Каспийского моря, Ладожского озера, с Волги, Камы, Оки и других мест. Живую рыбу привозили в бочках и держали в Пресненском пруду. Рыбу ловили и в Москве-реке кошелями.
Большой дворец не только собирал оброк, но и закупал всё необходимое у подрядчиков, или купчин. Мелкие покупки совершал купчина — служащий дворца. Оптовые закупки совершал дворец. Доверенные купчины обязались осуществлять закупки не дороже установленных цен. Если купчина не исполнял своих обязательств, он из своих средств возмещал убытки дворца.

## Состав служащих дворцов
Служащие Большого дворца одевались, как правило, в красные кафтаны.
В 1701 году в составе общей отчётности были перечислены все деловые люди дворцов:
На Сытном дворце работали: уксусники — 22 человека, винокуров — 4 человека, пивоваров — 15, браговаров — 6, квасоваров — 8, свечников — 2, бочаров — 4, сторожей — 45, чистельников — 2, солодовник — 1, мельников — 2.
На Кормовом дворце работали: поваров — 54, помясов — 86, рыбников — 3, скатерников — 14, кислошников — 7, куретников (от слово куря, курица)— 6, сторожей — 22, животинников — 6, чистельников — 2, угольников — 4, сторожей рыбных кошелей — 3.
На Хлебном дворце работали: хлебников — 69, помясов — 44, коровников — 8, сторожей — 18, чистельников — 2, мельников и засыпок 50.
Всего: 532 человека.